# Shaun Murphy (futebolista)
Shaun Peter Murphy (Sydney, 5 de novembro de 1970) é um ex-futebolista profissional australiano, meia retirado.

## Carreira
Murphy representou a Seleção Australiana de Futebol, nas Olimpíadas de 1992. 

## Títulos
Austrália
- Copa das Nações da OFC: 2000